# Полькув-Саґали
Полькув-Саґали (пол. Polków-Sagały) — село в Польщі, у гміні Ґрембкув Венґровського повіту Мазовецького воєводства.
Населення — 267 осіб (2011).
У 1975-1998 роках село належало до Седлецького воєводства.

## Демографія
Демографічна структура станом на 31 березня 2011 року:
|          | Загалом | Допрацездатний вік | Працездатний вік | Постпрацездатний вік |
| -------- | ------- | ------------------ | ---------------- | -------------------- |
| Чоловіки | 143     | 33                 | 89               | 21                   |
| Жінки    | 124     | 22                 | 64               | 38                   |
| Разом    | 267     | 55                 | 153              | 59                   |